# طواف أوقيانوسيا للدراجات 2022
طواف أوقيانوسيا للدراجات 2022 (بالإنجليزية: 2022 UCI Oceania Tour)‏ هو الموسم 18 من  طواف أوقيانوسيا للدراجات ‏، بدأ من 5 يناير 2022 وأنتهى في 9 يناير من العام ذاته.

## السباقات
| طواف أوقيانوسيا للدراجات | طواف أوقيانوسيا للدراجات | طواف أوقيانوسيا للدراجات | طواف أوقيانوسيا للدراجات | طواف أوقيانوسيا للدراجات | طواف أوقيانوسيا للدراجات | طواف أوقيانوسيا للدراجات | طواف أوقيانوسيا للدراجات |
| التاريخ                  | #                        | السباق                   | الفائز                   | الثاني                   | الثالث                   |                          |                          |
| ------------------------ | ------------------------ | ------------------------ | ------------------------ | ------------------------ | ------------------------ | ------------------------ | ------------------------ |
| 05 – 09 يناير 2022       | 1                        | طواف نيوزيلندا الكلاسيكي | مارك ستيوارت             | أولي جونز ‏               | Laurence Pithie ‏         |                          |                          |